# DApp
DApp steht für „dezentrale Applikation“ bzw. „decentralized Application“. Bei diesem Konzept werden die elementaren Werte und Zustände, anders als bei üblichen Applikationen, nicht auf einer einzigen Maschine (beispielsweise Server, Computer etc.), sondern in einem Netzwerk von Maschinen, wie einem Peer-to-Peer-Netzwerk, gespeichert und verifiziert. Auch wenn „dezentrale Applikation“ es anders vermuten lässt, ist häufig die dezentralen Speicherung wichtiger Daten und Zustände einer Applikation gemeint, während die zur Ausführung einer Applikation verwendeten Elemente, wie Code oder visuelle Darstellungselemente, häufig nach wie vor von bestimmten zentralen Punkten abgerufen werden. Unter anderem können benötigter Javascript- oder CSS-Code und Grafiken auf einem regulären Server bzw. auf von (Server-)Hostern verwalteten Servern gespeichert und von dort aus abgerufen werden. Die Werte, wer beispielsweise ein bestimmtes (virtuelles) Gut besitzt, werden im Gegensatz dazu dezentral abgespeichert.

## Charakteristiken
Bei herkömmlichen Anwendungen können die Betreiber oder Dritte oft direkt auf die Daten der Nutzenden zugreifen und sie ändern, löschen oder neue Daten hinzufügen. Dezentrale Anwendungen zielen hingegen darauf ab, dass Nutzerinnen und Nutzer eine Anwendung nutzen können, ohne befürchten zu müssen, dass ihre privilegierten Daten, wie z. B. der Besitz virtueller Güter, gelöscht, entfernt oder verändert werden. Das Hauptmerkmal und gleichzeitig auch der größte Unterschied zwischen DApps und Apps ist also, dass die wichtigen Werte und Zustände der Applikation, nicht unbedingt jedoch die für die visuelle oder benutzerfreundliche Darstellung der Applikation genutzten Elemente, dezentral gespeichert sind und diese nicht einmal von den Entwicklern einer DApp zum Nachteil eines oder mehrerer Nutzer modifiziert werden können. 
Dieser Gedanke und auch eine persönliche Erfahrung mit Nachteilen zentralisierter Applikationen inspirierten Vitalik Buterin, die heute nach Marktkapitalisierung bemessene zweitgrößte Kryptowährung Ethereum zu entwickeln, die die Speicherung von Werten dezentral ermöglicht. Diese Erfindung, die nach dem Vorbild der nach Marktkapitalisierung größten Kryptowährung Bitcoin geschaffen wurde, war es auch, die dem Begriff „DApp“ maßgeblich insbesondere in der Kryptowährungsbranche und in den Medien Bekanntheit verschaffte. Entwickler können, beispielsweise mit Hilfe der Programmiersprache Solidity, sogenannte Smart Contracts schreiben und diese würden aufgrund der Kernkomponente von Ethereum, der dezentralen Blockchain, später dezentral auf dieser verteilt und gespeichert und ebenso dezentral aufrufbar und ausführbar sein. Anders als der Code von zentral auf einer Maschine ausgeführten Applikationen, ist der Code eines Smart Contracts für immer bzw. auf Lebenszeit einer Blockchain in dieser abgespeichert. Der Code eines Smart Contracts wird beim Senden von Ethereum-Transaktionen mit bestimmten Anweisungen (beispielsweise „sende X Token an Y“) dezentral auf unzähligen Servern und Computern ausgeführt und das Ergebnis der Anweisung dezentral in unveränderbaren Blöcken in der Ethereum-Blockchain abgespeichert.
Ethereum DApps haben den Vorteil, dass Daten in dezentralen voneinander unabhängigen Servern bzw. Computern in einer der größten Blockchains weltweit gespeichert sind. Der Nachteil von DApps im Allgemeinen liegt jedoch darin, dass sie auf Transaktionen im Blockchain-Netzwerk angewiesen sind, welche teilweise kostspielig oder langsam sind. Heutige Blockchains unterliegen weiterhin dem Skalierbarkeits-Trilemma. Deswegen forschen viele Teams daran, Blockchain-Netzwerke durch neue Konsensalgorithmen oder Auslagerung von Ressourcen auf höhere Layer skalierbarer zu gestalten. Durch skalierbare dezentrale Systeme würden gleichzeitig auch mehr reale Anwendungsbereiche für DApps geschaffen werden. Ansätze für DApps, die wertschaffend den Mainstream erreichen könnten, liefern beispielsweise Cosmos mit einem App-Chain Konzept, Sui durch den Einsatz der Move-Programmiersprache oder IOTA durch die Entwicklung eines neuartigen Konsensverfahrens.

## DApp Beispiele

### NFTs
Die berühmteste Ethereum-DApp ist das 2017 von Axiom Zen gegründete Spiel CryptoKitties, in dem Nutzer mit dezentral gespeicherten Katzen handeln können und das 2017 sogar so schnell bekannt wurde, dass es aufgrund der Schwächen von Ethereum die Ethereum-Blockchain zeitweise durch ein zu hohes Transaktionsaufkommen enorm verlangsamte. Auch wenn bei CryptoKitties die Entwickler die Katzen ausgeben, so sind diese dezentral im Besitz der Nutzer und niemand könnte sie einem Nutzer wegnehmen bzw. transferieren, außer der Nutzer selbst.
Neben CryptoKitties wurden im Jahr mit CryptoPunks und Bored Apes Yacht Club zwei weitere NFT-Projekte weltbekannt. Ein Set aus 107 Bored Ape NFTs wurde im September 2021 für umgerechnet 24,4 Mio. US-Dollar über Sotheby’s versteigert. Im August 2021 gab zuvor das Unternehmen VISA bekannt, einen CryptoPunk mit der Nummer 7610 für 49,5 ETH oder umgerechnet 150.000 US-Dollar erworben zu haben. Beide NFT DApps bieten bis auf seltene Exklusiv-Events für Besitzer keinen effektiven Mehrwert und lassen sich dementsprechend nicht als wertschaffende DApps bezeichnen.

### Sonstige
Eine weitere berühmte dApp war Fomo3D, eine dApp, bei der Nutzer auf Schlüssel bieten konnten und der letzte Bieter die Chance hatte, einen großen Jackpot zu erhalten. Auch wenn diese dApp rechtlich bedenklich und hochgradig riskant war, zog sie unter anderem durch Verwendung eines Referral-Systems, bei dem Werber mit vergütet wurden, wenn von ihnen geworbene Nutzer investierten, tausende Spieler an. Später erhielten einige der (anonymen) Entwickler der dApp sogar $500,000 vom Tron-CEO Justin Sun, um ein neues Produkt, das ähnlich viral gehen sollte, auf der Blockchain der Ethereum-Konkurrenz Tron zu erstellen. Dieses lief jedoch nicht so gut wie der Vorgänger und einige der Hauptentwickler verschwanden zwischenzeitlich. Zudem geriet Sun für das Bewerben eines vermeintlichen Schneeballsystems in die Kritik.
Für die DApps existieren mehrere Plattformen, die die Anwendungen auflisten.

## Beispiele von bekannten DApps
- Gnosis – Plattform für Vorhersagen
- CryptoKitties – Onlinespiel mit virtuellen Katzen
- Steemit – soziales Netzwerk
- SportCrypt – Peer-to-Peer-Wettplattform
- Leeroy – Social-Media-Plattform
- Landmark – Soziales Netzwerk als Ethereum Smart Contract
- xcontract – Webapp Interface für Smart Contracts
- Shop – dezentraler Shop auf Blockchainbasis
- uPort – Identitätssystem auf Open-Source-Basis
- Augur – Dezentrale Marktvorhersagen
- BlockCAT – Smart Contracts per Visual interface erstellen
- Golem – Die Computer DApp (weltweite Supercomputer)
- MakerDAO – dezentraler Kreditmarkt